# Saint-Mars-d’Égrenne
Saint-Mars-d’Égrenne – miejscowość i gmina we Francji, w regionie Normandia, w departamencie Orne.
Według danych na rok 2009 gminę zamieszkiwało 696 osób, a gęstość zaludnienia wynosiła 28 osób/km² (wśród 1815 gmin Dolnej Normandii Saint-Mars-d’Égrenne plasuje się na 295. miejscu pod względem liczby ludności, natomiast pod względem powierzchni na miejscu 62.).